# Myrsine floribunda
Myrsine floribunda là một loài thực vật có hoa trong họ Anh thảo. Loài này được (Willd.) R. Br. mô tả khoa học đầu tiên năm 1810.